# Viaducto Carranza
El Viaducto Carranza, también conocido como Túnel Carranza o Túnel de Cabildo, es un túnel que se encuentra ubicado en el barrio de Palermo de la Ciudad de Buenos Aires, Argentina. Fue inaugurado por el presidente Carlos Menem el 23 de agosto de 1994 y fue diseñado para cruzar por debajo de las vías del Ferrocarril General Bartolomé Mitre, uno de los servicios metropolitanos de la ciudad, que parte desde la Estación Retiro Mitre.

## Descripción

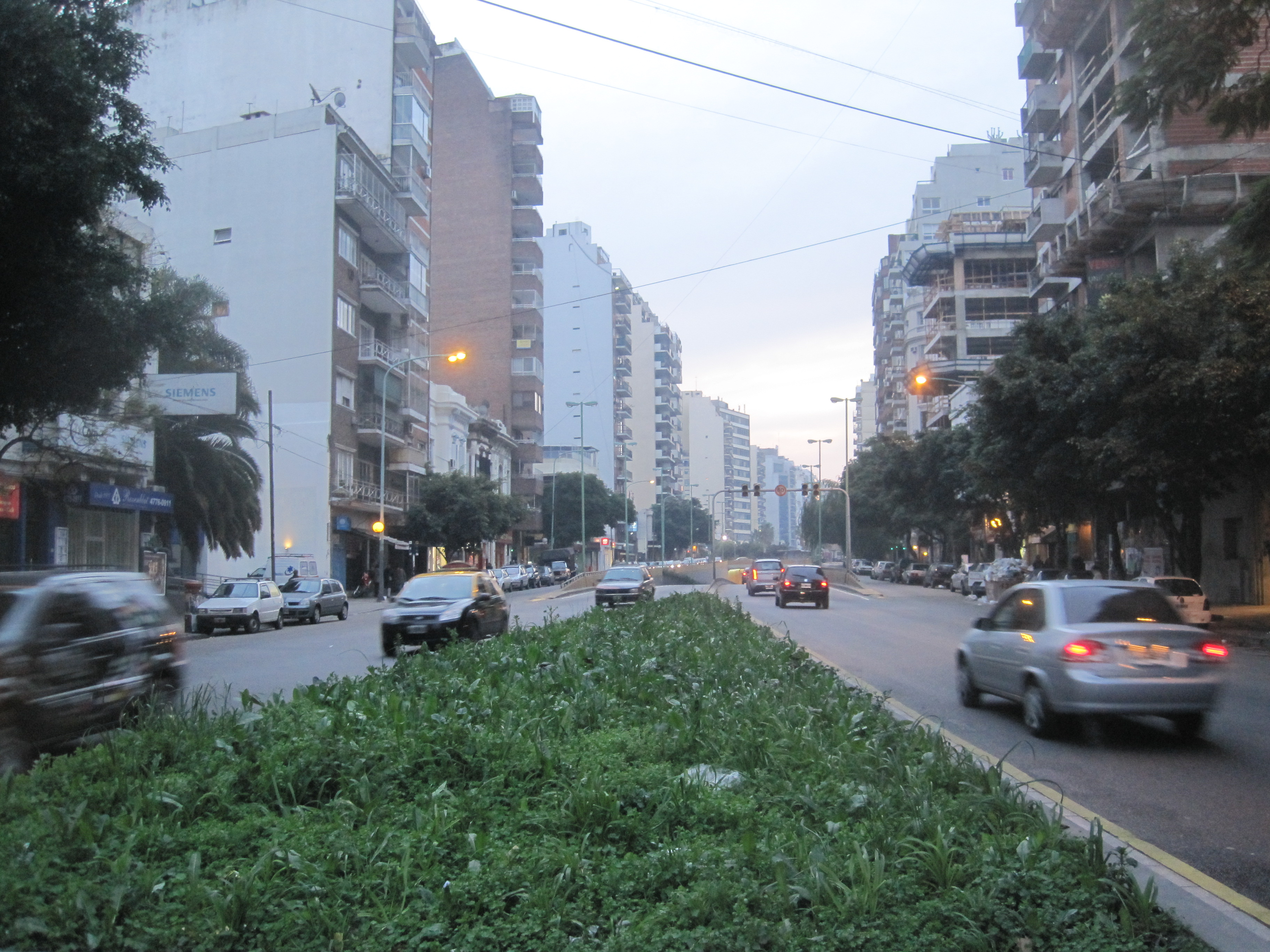
Vista de la Avenida Santa Fe hacia el Viaducto Carranza.

El túnel de unos 610 metros une las avenidas Santa Fe y Cabildo, visto desde el sur, el túnel empieza en la Avenida Santa Fe en su cruce con la calle Ángel J. Carranza y termina en la Avenida Cabildo con el cruce con la calle Santos Dumont. En sus inmediaciones se encuentra la Estación Ministro Carranza de la Línea Mitre, con ambos andenes separados por la Plazoleta Miguel Abuelo, y la estación también llamada Ministro Carranza de la Línea D de subterráneos.
El lado sur del túnel está muy próximo al Puente Pacífico que marca la ubicación del barrio no oficial conocido como Barrio Pacífico o simplemente "Pacífico".

## Polémica

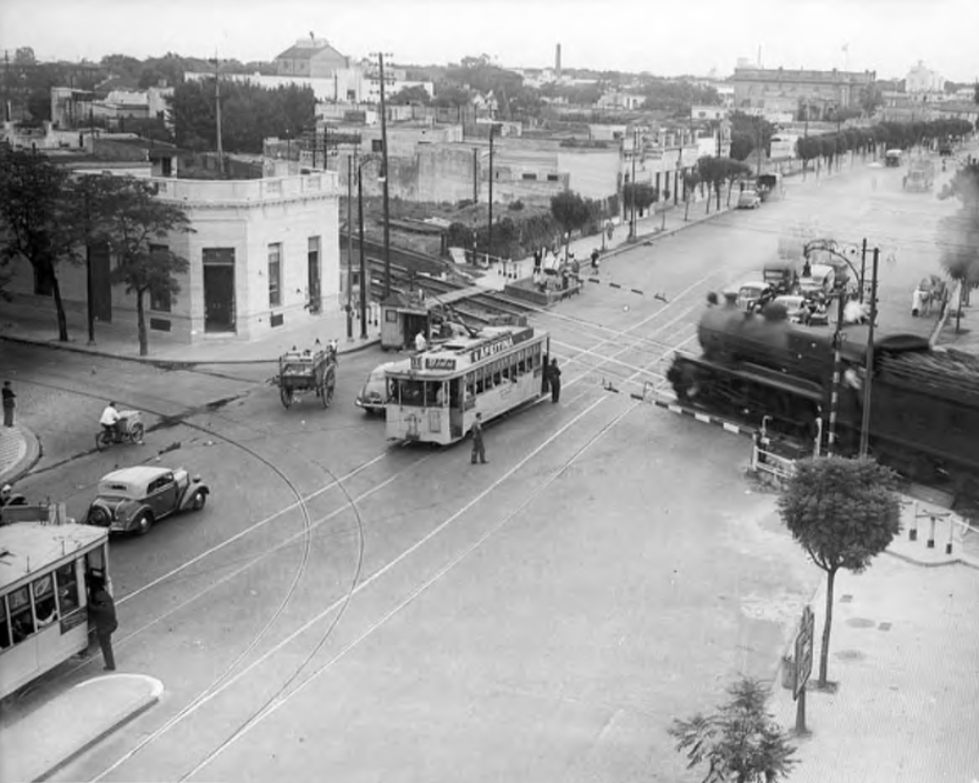
Antiguo paso a nivel sobre la Avenida Santa Fe, actualmente reemplazado por el Viaducto Carranza.

La obra de construcción del Viaducto Carranza demoró más de 8 años, y generó polémicas por su costo, ya que el presupuesto original de $4.5 millones de dólares, terminó ascendiendo a $21.5 millones para su finalización. Muchos locales comerciales debieron cerrar sus puertas debido a las demoras en la finalización de la obra.[cita requerida]

## Líneas que circulan por el viaducto
41 57 67 68 152 161 194